# Monteignet-sur-l'Andelot
Monteignet-sur-l'Andelot est une commune française, située dans le département de l'Allier en région Auvergne-Rhône-Alpes. Le village de Monteignet-sur-l'Andelot englobe les hameaux de Semautre et de la Quérye.

## Géographie

### Localisation
Le village, situé au sud du département de l'Allier et au nord-est de Gannat, est arrosé par l'Andelot.
Cinq communes sont limitrophes de Monteignet-sur-l'Andelot.
| Saulzet | Escurolles               |               |
|         | Monteignet-sur-l'Andelot |               |
| Gannat  | Charmes                  | Cognat-Lyonne |

### Hydrographie
La commune est arrosée par l'Andelot, qui vient de Gannat, et la Toulaine, qui vient de Poëzat. Cette dernière se jette dans l'Andelot juste avant le pont sous la ligne ferroviaire et l'entrée du bourg.

### Climat
Pour des articles plus généraux, voir Climat d'Auvergne-Rhône-Alpes et Climat de l'Allier.
En 2010, le climat de la commune est de type climat du Bassin du Sud-Ouest, selon une étude du CNRS s'appuyant sur une série de données couvrant la période 1971-2000. En 2020, Météo-France publie une typologie des climats de la France métropolitaine dans laquelle la commune est exposée à un climat de montagne ou de marges de montagne et est dans la région climatique Nord-est du Massif Central, caractérisée par une pluviométrie annuelle de 800 à 1 200 mm, bien répartie dans l’année.
Pour la période 1971-2000, la température annuelle moyenne est de 11 °C, avec une amplitude thermique annuelle de 16,4 °C. Le cumul annuel moyen de précipitations est de 684 mm, avec 7,8 jours de précipitations en janvier et 7,2 jours en juillet. Pour la période 1991-2020, la température moyenne annuelle observée sur la station météorologique de Météo-France la plus proche, « Charmes_sapc », sur la commune de Charmes à 5 km à vol d'oiseau, est de 11,9 °C et le cumul annuel moyen de précipitations est de 675,4 mm,. Pour l'avenir, les paramètres climatiques de la commune estimés pour 2050 selon différents scénarios d'émission de gaz à effet de serre sont consultables sur un site dédié publié par Météo-France en novembre 2022.

## Urbanisme

### Typologie
Au 1er janvier 2024, Monteignet-sur-l'Andelot est catégorisée commune rurale à habitat dispersé, selon la nouvelle grille communale de densité à 7 niveaux définie par l'Insee en 2022.
Elle est située hors unité urbaine. Par ailleurs la commune fait partie de l'aire d'attraction de Vichy, dont elle est une commune de la couronne,. Cette aire, qui regroupe 50 communes, est catégorisée dans les aires de 50 000 à moins de 200 000 habitants,.

### Occupation des sols

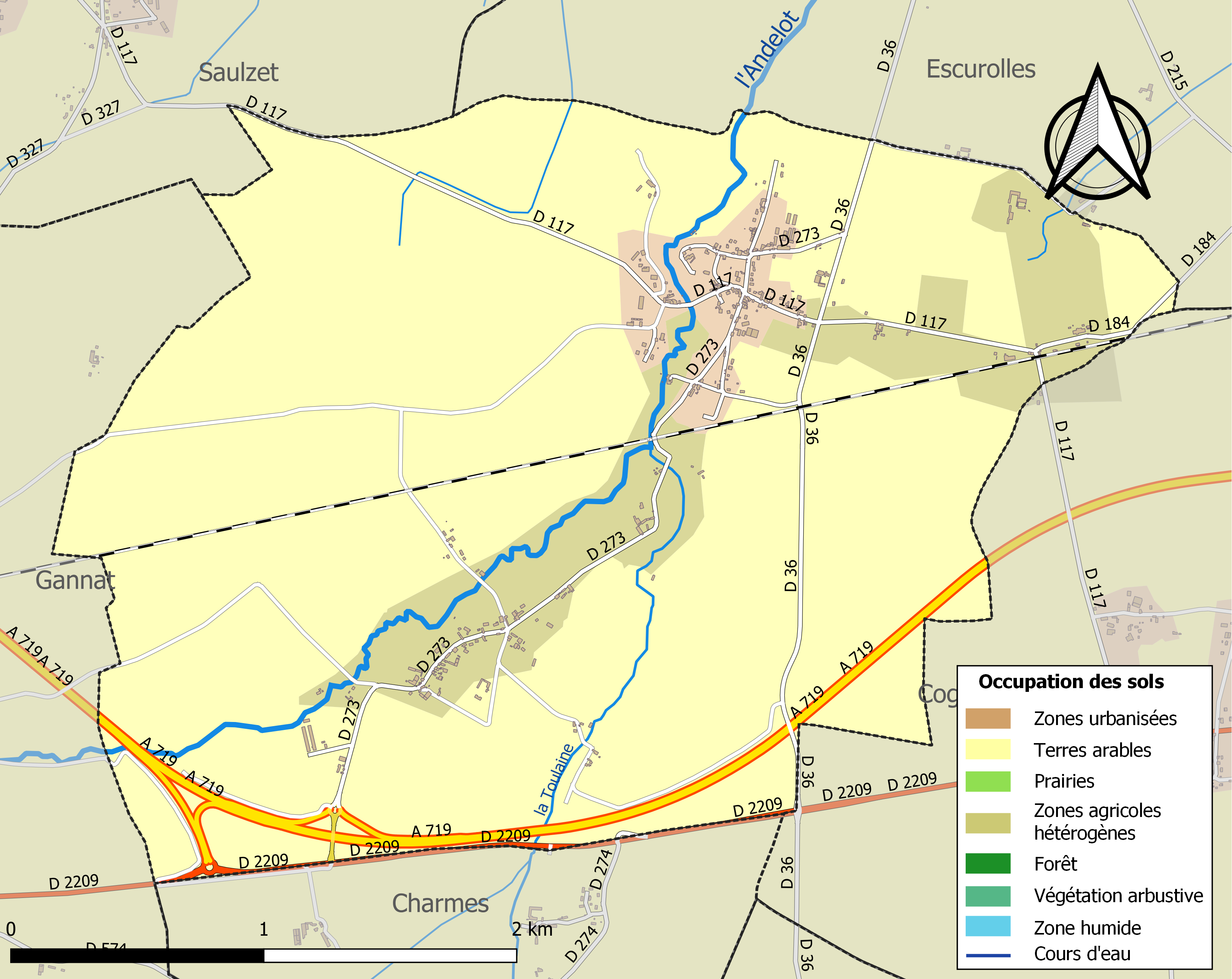
Carte des infrastructures et de l'occupation des sols de la commune en 2018 (CLC).

L'occupation des sols de la commune, telle qu'elle ressort de la base de données européenne d’occupation biophysique des sols Corine Land Cover (CLC), est marquée par l'importance des territoires agricoles (96,1 % en 2018), une proportion identique à celle de 1990 (96,1 %). La répartition détaillée en 2018 est la suivante : terres arables (83,5 %), zones agricoles hétérogènes (12,6 %), zones urbanisées (3,9 %).
L'IGN met par ailleurs à disposition un outil en ligne permettant de comparer l’évolution dans le temps de l’occupation des sols de la commune (ou de territoires à des échelles différentes). Plusieurs époques sont accessibles sous forme de cartes ou photos aériennes : la carte de Cassini (XVIIIe siècle), la carte d'état-major (1820-1866) et la période actuelle (1950 à aujourd'hui).

### Voies de communication et transports

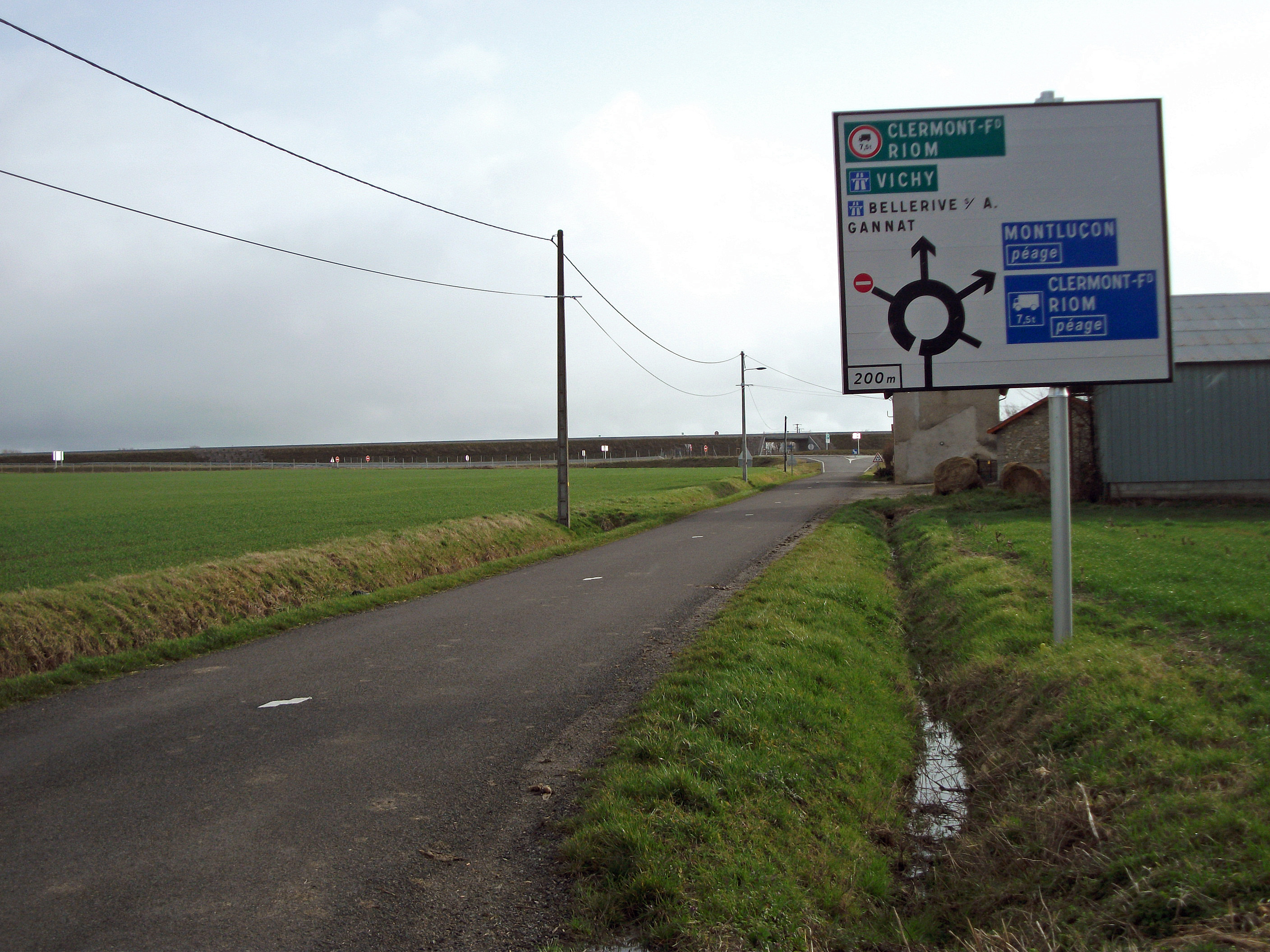
La commune bénéficie d'un accès autoroutier depuis la D 273.

Le territoire communal est traversé par cinq routes départementales.
Le centre du village principal est traversé par les routes départementales 117, reliant Saulzet (à 3 km à l'ouest) à Cognat-Lyonne (village de Lyonne, au sud-est), et 273, partant de la D 2209 au sud près du lieu-dit de Beuille, desservant le village de Semautre, et arrivant sur la D 36 ; cette dernière reliant Escurolles à Biozat.
À l'est, la D 184 relie la D 117 à la D 215 vers Espinasse-Vozelle.
La route départementale 2209, ancienne route nationale 209, constitue la limite sud de la commune, à la frontière avec Charmes ; elle relie Gannat à l'agglomération de Vichy dont Cognat-Lyonne est membre. Enfin l'autoroute A719 passe au sud de la commune, au plus près de la D 2209 ; la commune bénéficie d'un accès par l'échangeur 15 en direction de Gannat et de l'A71 (par la D 273) ou de Vichy (par l'ancien accès).
La ligne de Saint-Germain-des-Fossés à Nîmes-Courbessac passe au sud du centre-ville de la commune. La gare la plus proche est située à Gannat.

## Histoire

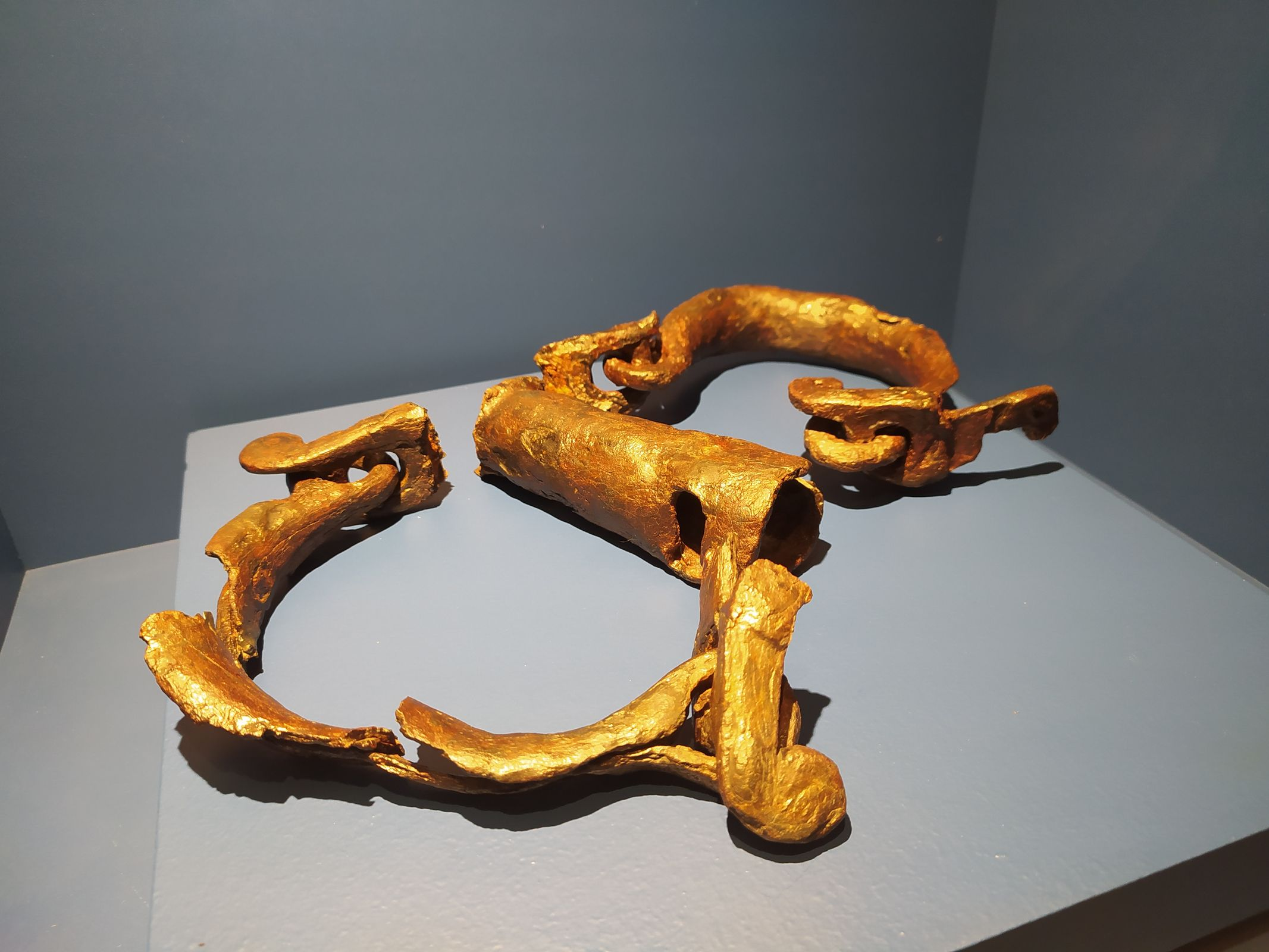
Entrave d'esclave ou de prisonnier trouvée lors des fouilles de 2013-2014

Des fouilles préventives menées à l'occasion du chantier du prolongement de l'autoroute A719 Gannat-Vichy ont mis au jour des vestiges sur deux sites de la commune :
- aux Beaux Pins[10] : traces d'occupation vers 900-600 av. J.-C., puis à l'époque gallo-romaine, enfin au Moyen Âge ;
- près du domaine de Beuille : exploitation rurale gauloise (IIe siècle av. J.-C.) avec bâtiments d'habitation et bâtiments agricoles.

Ces fouilles ont été menées par le service d'archéologie préventive du département de l'Allier (SAPDA) entre mars 2012 et avril 2013 et ont pu être découvertes au public le 14 septembre 2013 à l'occasion des Journées européennes du patrimoine.

## Politique et administration

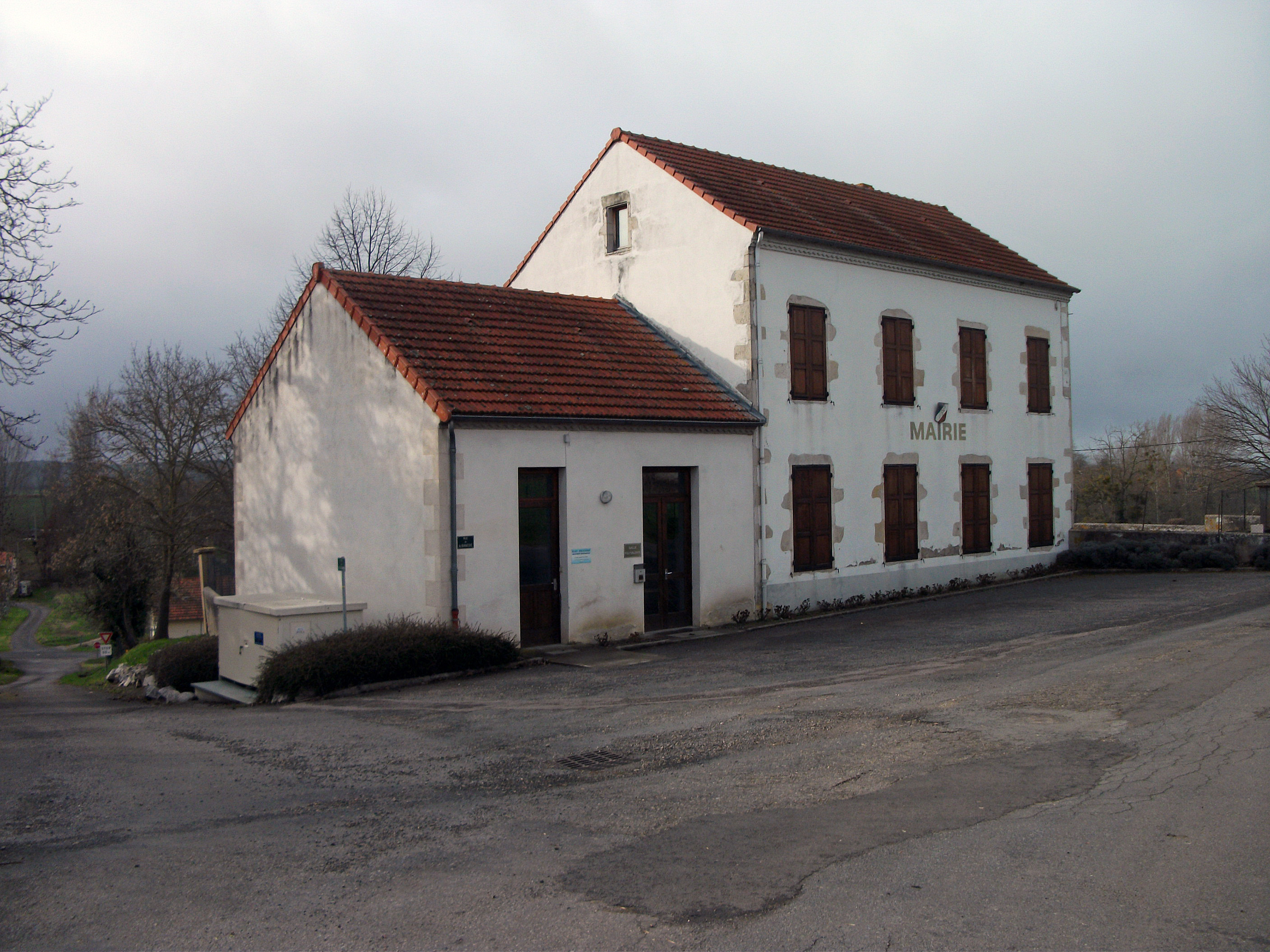
La mairie.

### Administration municipale
En 2011, Monteignet-sur-l'Andelot comptait 236 habitants. Ce nombre étant compris entre 100 et 499, onze membres sont élus au conseil municipal.

### Liste des maires
| Période                                  | Période                      | Identité        | Étiquette | Qualité                   |
| ---------------------------------------- | ---------------------------- | --------------- | --------- | ------------------------- |
| Les données manquantes sont à compléter. |                              |                 |           |                           |
| mars 2001                                | mars 2008                    | Lucien Dhondt   |           |                           |
| mars 2008                                | mars 2014                    | Annie Pannetier |           |                           |
| mars 2014                                | En cours (au 8 juillet 2020) | Fabien Cartoux  |           | Agriculteur Réélu en 2020 |

### Rattachements administratifs et électoraux
Sur le plan administratif, Monteignet-sur-l'Andelot dépendait du district de Gannat en 1793 puis de l'arrondissement de Gannat de 1801 à 1926 ; le chef-lieu d'arrondissement étant transféré à Lapalisse en 1926 puis à Vichy en 1941 ; ainsi que du canton de Gannat depuis 1793.
Le redécoupage cantonal de 2014 maintient la commune dans le canton de Gannat.
Sur le plan judiciaire, la commune dépend de la cour administrative d'appel de Lyon, de la cour d'appel de Riom, du tribunal administratif de Clermont-Ferrand, de la cour d'assises de l'Allier, du tribunal d'instance de Vichy et des tribunaux de grande instance et de commerce de Cusset.

## Population et société

### Démographie

#### Évolution démographique
L'évolution du nombre d'habitants est connue à travers les recensements de la population effectués dans la commune depuis 1793. Pour les communes de moins de 10 000 habitants, une enquête de recensement portant sur toute la population est réalisée tous les cinq ans, les populations de référence des années intermédiaires étant quant à elles estimées par interpolation ou extrapolation. Pour la commune, le premier recensement exhaustif entrant dans le cadre du nouveau dispositif a été réalisé en 2004.

En 2022, la commune comptait 267 habitants, en stagnation par rapport à 2016 (Allier : −1,38 %, France hors Mayotte : +2,11 %).
| 1793 | 1800 | 1806 | 1821 | 1831 | 1836 | 1841 | 1846 | 1851 |
| ---- | ---- | ---- | ---- | ---- | ---- | ---- | ---- | ---- |
| 444  | 473  | 524  | 501  | 565  | 578  | 592  | 604  | 610  |

| 1856 | 1861 | 1866 | 1872 | 1876 | 1881 | 1886 | 1891 | 1896 |
| ---- | ---- | ---- | ---- | ---- | ---- | ---- | ---- | ---- |
| 663  | 612  | 566  | 567  | 560  | 514  | 512  | 505  | 482  |

| 1901 | 1906 | 1911 | 1921 | 1926 | 1931 | 1936 | 1946 | 1954 |
| ---- | ---- | ---- | ---- | ---- | ---- | ---- | ---- | ---- |
| 475  | 457  | 444  | 386  | 393  | 402  | 336  | 314  | 316  |

| 1962 | 1968 | 1975 | 1982 | 1990 | 1999 | 2004 | 2006 | 2009 |
| ---- | ---- | ---- | ---- | ---- | ---- | ---- | ---- | ---- |
| 292  | 283  | 249  | 297  | 287  | 271  | 231  | 226  | 237  |

| 2014 | 2019 | 2022 | - | - | - | - | - | - |
| ---- | ---- | ---- | - | - | - | - | - | - |
| 263  | 263  | 267  | - | - | - | - | - | - |

#### Pyramide des âges
En 2021, le taux de personnes d'un âge inférieur à 30 ans s'élève à 27,9 %, soit en dessous de la moyenne départementale (29,0 %). De même, le taux de personnes d'âge supérieur à 60 ans est de 32,5 % la même année, alors qu'il est de 35,6 % au niveau départemental.
En 2021, la commune comptait 132 hommes pour 130 femmes, soit un taux de 50,38 % d'hommes, légèrement supérieur au taux départemental (47,97 %).
Les pyramides des âges de la commune et du département s'établissent comme suit :
| Hommes | Classe d’âge | Femmes |
| ------ | ------------ | ------ |
| 0,0    | 90 ou +      | 1,5    |
| 9,9    | 75-89 ans    | 5,4    |
| 24,4   | 60-74 ans    | 23,8   |
| 25,0   | 45-59 ans    | 23,0   |
| 14,3   | 30-44 ans    | 16,7   |
| 8,3    | 15-29 ans    | 5,3    |
| 18,0   | 0-14 ans     | 24,2   |

| Hommes | Classe d’âge | Femmes |
| ------ | ------------ | ------ |
| 1,2    | 90 ou +      | 3      |
| 10     | 75-89 ans    | 13,4   |
| 21,3   | 60-74 ans    | 22     |
| 20,6   | 45-59 ans    | 19,6   |
| 15,7   | 30-44 ans    | 15     |
| 15,6   | 15-29 ans    | 12,9   |
| 15,7   | 0-14 ans     | 14     |

### Enseignement
Monteignet-sur-l'Andelot dépend de l'académie de Clermont-Ferrand. Elle gère une école élémentaire publique.
Hors dérogations à la carte scolaire, les élèves poursuivent leur scolarité au collège de Gannat, puis au lycée Blaise-de-Vigenère à Saint-Pourçain-sur-Sioule ou au lycée Albert-Londres à Cusset.

## Économie

### Emploi
En 2012, la population âgée de quinze à soixante-quatre ans s'élevait à 147 personnes, parmi lesquelles on comptait 70,3 % d'actifs dont 65,2 % ayant un emploi et 5,1 % de chômeurs.
On comptait 52 emplois dans la zone d'emploi. Le nombre d'actifs ayant un emploi résidant dans la zone étant de 97, l'indicateur de concentration d'emploi est de 53,2 %, ce qui signifie que la commune offre moins d'un emploi par habitant actif.
72 des 97 personnes âgées de quinze ans ou plus (soit 74 %) sont des salariés. La majorité des actifs travaillent dans une autre commune du département.

### Entreprises
Au 1er janvier 2014, Monteignet-sur-l'Andelot comptait douze entreprises : une dans l'industrie, cinq dans la construction et six dans le commerce, les transports et les services divers.
En outre, elle comptait treize établissements.

### Agriculture
Au recensement agricole de 2010, la commune comptait 16 exploitations agricoles. Ce nombre est en nette diminution par rapport à 2000 (19) et à 1988 (22).
La superficie agricole utilisée sur ces exploitations était de 1 202 hectares en 2010, dont 1 037 ha sont allouées aux terres labourables et 164 ha sont toujours en herbe.

### Commerce
La base permanente des équipements de 2014 ne recense aucun commerce.

### Tourisme
Au 1er janvier 2015, la commune ne comptait aucun hôtel, camping ou autre hébergement collectif.

## Culture locale et patrimoine

### Lieux et monuments
- Église Saint-Martin de Monteignet-sur-l'Andelot.
- Château de Fontorte (2e quart du XVIIe siècle) : château de style Louis XIII, construit par le maréchal d'Effiat. Après l'exécution de Cinq-Mars, il fut vendu à la famille Ferrand[25], qui en prit le nom, et le conserva jusqu'en 1883. Il est inscrit aux monuments historiques en 1993[26].
- Château d'Idogne : le corps de bâtiment principal est du XVIe siècle, flanqué de deux tours rondes restant du château antérieur. L'ensemble a été remanié aux XVIIIe et XIXe siècles. Sans doute construit par la famille Coëffier[27], il est passé ensuite à Guillaume Fradel, puis aux familles Forget, Goy, Rudel du Mirail et Kemlin. Il est lui aussi inscrit aux monuments historiques en 1993[28].
- La Quérye : ancien fief, attesté à la fin du XVe siècle. La demeure actuelle est un bâtiment du XVIIIe siècle avec une toiture en pavillon. Il subsiste une tour carrée d'un château antérieur.
- Ruines d'un château signalées par Charles-Laurent Salch sans plus de précision[29]. Il s'agit très vraisemblablement de la motte située à proximité de l'église.

### Personnalités liées à la commune
- Simone Louise des Forest (1910-2004), pilote automobile ayant vécu son enfance au château de Fontorte.

### Héraldique
| Blason de Monteignet-sur-l'Andelot | Blason  | De sinople à la barre ondée abaissée d'azur, bordée d'argent, accompagnée en chef de quatre épis de blé tigés, feuillés et empoignés d'or, rangés en barre ; au franc-quartier senestre de gueules chargé d'une tête de cheval d'argent bridée du même. |
| Blason de Monteignet-sur-l'Andelot | Détails | Le statut officiel du blason reste à déterminer. |